# Stroischen
Stroischen ist ein Ortsteil der sächsischen Gemeinde Käbschütztal im Landkreis Meißen.

## Geographie
Stroischen liegt in der Lommatzscher Pflege etwa fünf Kilometer westlich der Kreisstadt Meißen im Zentrum des Käbschütztaler Gemeindegebietes. Der Ort befindet sich auf etwa 200 Metern über Normalnull. Den Ortskern bilden ein Dreiseit- sowie zwei Vierseithöfe, dieser ist von landwirtschaftlich genutzten Flächen umgeben. Ein in der ersten Hälfte des 19. Jahrhunderts erbautes Wohnstallhaus dieser Bauernhöfe ist als Kulturdenkmal eingestuft und damit denkmalgeschützt. Nördlich des Ortes verläuft die Kreisstraße 8074, sie verbindet Graupzig mit Planitz, Leutewitz und Mohlis. Von Stroischen aus führen Straßen in die Nachbarorte Kaisitz und Löthain sowie Richtung Leutewitz.
Stroischen bildet eine Gemarkung, an deren westlichem Rand der Käbschützer Bach fließt. Auf der gegenüberliegenden östlichen Grenze entspringt der Jahnabach, der durch Mehren und Niederjahna schließlich bei Keilbusch in die Elbe mündet. An die Gemarkung grenzt im Norden Kaisitz an, Mehren ist östlicher Nachbarort. Südwestlich befindet sich Löthain, südlich liegt die Gemarkung Löbschütz/Ja.-Lö. Im Südwesten benachbart ist Mauna westlich von Stroischen befindet sich Leutewitz. Alle umliegenden Orte gehören wie Stroischen zu Käbschütztal.

## Geschichte
Für das Jahr 1205 ist die erstmalige urkundliche Erwähnung als Strossin überliefert. Später finden sich unter anderem auch die Namen Ztrossim (1231), Stroschin (1402) und Strossen (1547). Im Jahr 1791 ist dann Stroischen überliefert. Im 16. Jahrhundert gehörte das Dorf zum Erbamt Meißen im Kurfürstentum Sachsen. Die Grundherrschaft lag anteilig beim Rittergut Niederjahna und dem Landesfürsten (Amtsdorf). Die Einwohner des Dorfes waren einem Mönch Heinrich aus (Nieder-)jahna abgabepflichtig, er war neben dem Amt Meißen auch Gerichtsherr in Stroischen.
Um den Bauernweiler Stroischen erstreckte sich im Jahr 1900 eine 158 Hektar große Block- und Streifenflur, die bewirtschaftet wurde. Auch aus kirchlicher Sicht gehörte Stroischen nach Meißen, der Ort war schon im 16. Jahrhundert ins Kloster St. Afra zu Meißen gepfarrt und ist heute Mitglied der dortigen Kirchgemeinde. Die Landgemeinde wurde am 1. November 1935 mit vier anderen vormals selbstständigen Gemeinden, darunter auch die Nachbarorte Mehren und Stroischen, nach Löthain eingemeindet und verlor damit ihre kommunale Eigenständigkeit. Infolge des Zweiten Weltkrieges wurde Löthain mit Stroischen Teil der Sowjetischen Besatzungszone und später der DDR. Im neuen Staat wurden die bestehenden regionalen Strukturen aufgelöst. Stroischen kam durch die Kreisreform 1952 zum im Wesentlichen aus der Amtshauptmannschaft Meißen (später Landkreis Meißen) hervorgegangenen Kreis Meißen, der dem Bezirk Dresden untergeordnet war. Die Bauern im Dorf gingen nun den Weg der Landwirtschaft in der DDR. Am 1. März 1974 schloss sich Löthain mit Jahna-Kagen zur neuen Gemeinde Jahna-Löthain zusammen.
Nach Wende und Wiedervereinigung wurde Stroischen Teil des neugegründeten Freistaates Sachsen. In der Kreisreform 1994 wurde der Landkreis Meißen-Radebeul (ab 1996 Landkreis Meißen) aus dem alten Gebiet des Kreises Meißen und Teilen des Kreises Dresden-Land gebildet, dem Stroischen bis 2008 angehörte. Ebenfalls 1994 vereinigten sich Krögis, Jahna-Löthain und Planitz-Deila zur neuen Großgemeinde Käbschütztal mit 37 Ortsteilen. Diese Gemeinde ist seit dem 1. August 2008 Teil des in der Kreisreform Sachsen 2008 aus Landkreis Meißen und Landkreis Riesa-Großenhain gebildeten dritten Landkreises Meißen.

### Entwicklung der Einwohnerzahl
| Jahr | Einwohnerzahl                |
| ---- | ---------------------------- |
| 1551 | 4 besessene Mann, 9 Inwohner |
| 1764 | 6 besessene Mann             |
| 1834 | 50                           |
| 1871 | 51                           |
| 1890 | 79                           |
| 1910 | 83                           |
| 1925 | 77                           |